# Южен Калимантан
Южен Калимантан е една от 33-те провинции на Индонезия. Населението ѝ е 3 984 315 жители (по преброяване от май 2015 г.), а има площ от 38 744 кв. км. Намира се в часова зона UTC+7. Девизът на провинцията е „Дух здрав като стомана, от начало до край“. През 2008 г. провинцията е посетена от 339 000 души, 21 000 от които международни посетители, предимно от Китай, Филипините и Индия. Около 75% от територията на провинцията е равна и под 100 м н.в., а 8000 кв. км от нея представляват блата.